# زتا
زتا یا زْدِتا (بزرگ Ζ، کوچکζ; یونانی: Ζήτα؛ [zeta]) ششمین حرف الفبای یونانی است. در سیستم عددنگاری یونانی زتا مقدار ۷ دارد و تلفظ این حرف نزدیک به z است.

## کاربردها به عنوان نماد در علم
زتای کوچک:
- تابع زتای ریمان در ریاضیات
- نسبت میرایی در نوسانگرها
- بار مؤثر هسته در شیمی کوانتمی
- پتانسیل زتا در کلوئید
- زتا در مکانیک آماری
- هموگلوبین‌های رویانی: گاور۱، پورتلند۱